# У лісах Сибіру
«У лісах Сибіру» (фр. Dans les forêts de Sibérie) — французький фільм-драма 2016 року, поставлений режисером Сефі Неббу за однойменною автобіографічною книгою Сільвена Тессона (2011). Прем'єра стрічки відбулася 8 червня 2016 року на Кінофестивалі у Кабурі.

## Сюжет
Для того, щоб задовольнити потребу у свободі, Теді втікає від обридлої міської метушні і намагається возз'єднатися з природою, відправившись на озеро Байкал. Одного разу ввечері, заблукавши в сніговій бурі, Тедді трохи не гине, але несподівано його рятує росіянин Олексій, що багато років переховується в сибірських лісах через вчинений ним злочин... 

## У ролях
| Рафаель Персонас | ···· | Тедді   |
| Євген Сидихін    | ···· | Олексій |

## Знімальна група
- Автор сценарію — Сефі Неббу, Давид Ельхоффен, за однойменною автобіографічною книгою Сільвена Тессона
- Режисер-постановник — Сефі Неббу
- Продюсер — Філіп Боеффар, Крістоф Россіньйон
- Виконавчий продюсер — Ева Машуель
- Композитор — Ібрагім Маалуф
- Оператор — Жиль Порте
- Монтаж — Анна Річі
- Артдиректор — П'єр Бреяр, Сиріл Гомез-Матьє
- Звук — Лоран Серклю

## Нагороди та номінації
| Список нагород та номінацій | Список нагород та номінацій | Список нагород та номінацій | Список нагород та номінацій | Список нагород та номінацій | Список нагород та номінацій |
| Кінопремія                  | Дата церемонії              | Категорія                   | Номінант(и)                 | Результат                   | Дж                          |
| --------------------------- | --------------------------- | --------------------------- | --------------------------- | --------------------------- | --------------------------- |
| Премія «Люм'єр»             | 30 січня 2017               | Найкраща музика до фільму   | Ібрагім Маалуф              | Перемога                    | [ 3 ] [ 4 ]                 |
| Премія «Сезар»              | 24 лютого 2017              | Найкраща музика до фільму   | Ібрагім Маалуф              | Перемога                    | [ 5 ]                       |